# Haʻapai

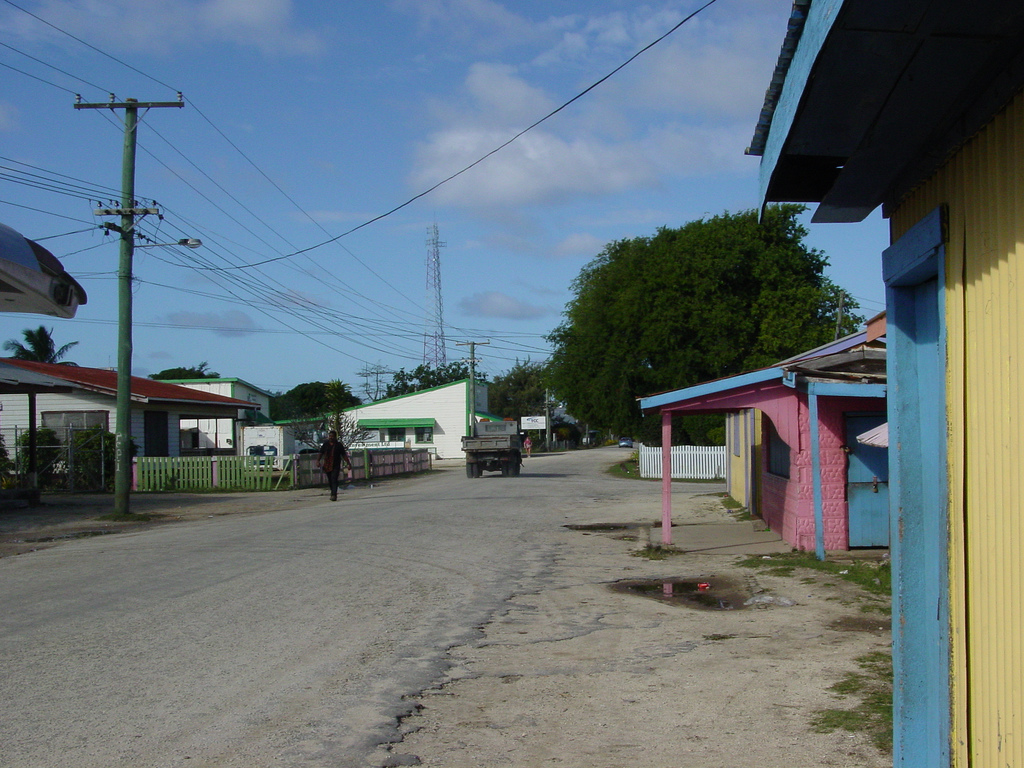
Trung tâm Pangai, đảo Lifuka

Ha'apai là một nhóm các hòn đảo, đảo nhỏ, rạn san hô và đá ngầm ở trung tâm của Vương quốc Tonga, với nhóm Tongatapu về phía nam và nhóm Vavau về phía bắc. Mười bảy của các đảo Haapai có đông dân cư sinh sống.
Pangai là làng thủ đô hành chính của Nhóm Ha'apai và nằm trên Lifuka.
Tất cả các đảo lớn hơn là ở nhóm Lifuka đông. Hai đảo lớn hơn là Lifuka và Foa có dân số lần lượt là 2.968 và 1.485 người tính tại thời điểm năm 2006. Tiếp thep là hai hòn đảo lớn hơn là Numuka và Haano có bốn làng, với dân số 951 người. Về phía nam của quần đảo này là Uiha, trong đó có hai thôn với dân số 638 người, là nơi chôn lấp cổ và di tích cổ đại.
Đảo lớn Tofua (núi lửa còn hoạt động) và Kao (núi lửa không hoạt động) nằm ở phía viễn tây. Những hòn đảo của nhóm Kotu, tại địa phương được biết đến với tên gọi Lulunga, nằm ở phía tây nam của quần đảo. Những hòn đảo của nhóm Nomuka, theo ngôn ngữ địa phương gọi là Otu Muomua, toạ lạc về phía nam.